# Bronhodilatatorni test
Bronhodilatatorni test (BDT) ili ventolinski test je jedan od dinamskih testova u pulmologiji koji se izvodi primenom određenog bronhodilatatora, koji širi disajni put, kod bolesnika s manifestnom opstrukcijom.  Predstavlja brz, jednostavan i bezbolan metod kojim se procenjuje plućna funkcija. Traje oko 60 minuta. Ima dijagnostički značaj kod potvrde astme.

## Namena
Clj testa je da se:
- ispita akutna reverzibilnost plućne opstrukcije,
- izvrši stepenovanje hronične opstruktivne plućne bolesti,
- potvrdi i stepenuje astma,
- parti dalji tok opstrultivne bolesti pluća.[6]

### Vrste bronhodilatatora
Tri najčešće korišćena bronhodilatatori su:
- beta-2 agonisti[7] - kao što su salbutamol, salmeterol, formoterol i vilanterol

- antiholinergici - poput ipratropijuma, tiotropijuma, aklidinijuma i glikopironijuma

- teofilin

Beta-2 agonisti i antiholinergici dostupni su i u obliku kratkog i dugog dejstva. Teofilin je dostupan samo kao oralna tableta u obliku dugotrajnog dejstva.

## Način izvođenja i rezultati
Bronhodilatatorni test se izvodi kod pacijenata kod koje se klinički ili ispitivanjem plućne funkcije utvrdi postojanje bronhoopstrukcije, a u cilju utvrđivanja reverzibilnosti opstruktivnog poremećaja nakon davanja kratkodelujućih inhalatornih beta-2 agonista (2 doze merno-doznog spreja salbutamola). Uz pomoć inhalatora ili raspršivača (nebulizatora) udiše se ovaj lek i potom sačeka 20 minuta da lek deluje.
Nakon toga obaviće se spirometrija, uz pomoć aparata (spirometra) sa kojim je pacijent spojen preko “usnika” cevi (plastičnog ili kartonskog) koji se za svakog ispitanika menja. Usnik treba obuhvatiti usnama tako da jezik ne ulazi u otvor usnika, a vazduh ne izlazi van usnika i cevi dok pacijent diše. Prvo pacinet lagano izduvava sav vazduh iz pluća. Ovaj postupak se ponavlja nekoliko puta.
Zatim pacijent treba sa maksimalno udahne vazduh, nakon špto obuhvatiti ustima otvor usnika i najjače i najbrže što možete izduva sav vazduh iz pluća („dok pluća potpuno ne ostanu bez vazduha“). I ovaj postupak pacijent ponavlja nekoliko puta.
Za procenu odgovora se obično upoređuju spirometrijske vrednosti - FEV1 i FVC, pre i posle davanja leka. Test je negativan ako se FEV1 ne uveća za najmanje 200 ml ili najmanje 12% u odnosu na bazičnu vrednost (pre inhalacije leka). 
- Negativnost bronhodilatatornog testa ukazuje da ograničenje protoka vazduha nije potpuno reverzibilno. Negativan test ne znači da je opstrukcija ireverzibilna, te ga treba ponoviti nakon davanja drugog leka ili posle nekoliko dana davanja steroida.[12]
- Pozitivan test podrazumeva povećanje vrednosti FEV1 za 15%, 15-20 minuta nakon davanja leka.

Kod male dece kod koje nije moguće uraditi spirometriju, pozitivnim testom se smatra poboljšanje ili normalizacija auskultatornog nalaza na plućima 15 minuta nakon primene bronhodilatatora. 
Priprema
Najmanje 24 časa pre izvođenja testa pacijent ne bi trebalo pušiti i konzumirati alkohol, a dva časa pre testa može konzumirati lagan obrok.
Ukoliko pacijent već koristi pumpice potrebno je da ih ponesesa sobom.
Nakon testa
Nakon testa pacijent se možete vratiti svojim uobičajenim dnevnim aktivnostima.

## Mogući rizici
Testiranje berodualom je retko praćeno komplikacijama. Ukoliko tokom ili nakon testa ispitanik oseti nedostatak vazduha ili vrtoglavicu obavezan je da to prijavi medicinskom radniku.
Mogući rizici postoje kod pacijenata koji boluje od angine pektoris, i/ili imaju neregulisane vrednosti krvnog pritiska, kod pacijenata koji su preležali šlog, srčani udar, embojilu pluća ili su Iskašljavali krv.

## Spoljašnje veze
|  | Molimo Vas, obratite pažnju na važno upozorenje u vezi sa temama iz oblasti medicine (zdravlja). |